# Tibú (rijeka)
Tibú je rijeka u Kolumbiji, pritoka rijeke Sardinata. Pripada slijevu jezera Maracaibo.